# Mcgovernita
La mcgovernita és un mineral de la classe dels fosfats. Rep el nom en honor de James J. McGovern (Irlanda, juny de 1861 - Franklin, Nova Jersey, EUA, 1915), un col·leccionista de minerals que va treballar a la New Jersey Zinc Company.

## Característiques
La mcgovernita és un fosfat de fórmula química Mn19Zn₃(AsO₄)₃(AsO₃)(SiO₄)₃(OH)21. Cristal·litza en el sistema trigonal. És l'espècie mineral amb el major nombre d'àtoms a la cel·la unitària, i es troba estretament relacionada amb la carlfrancisita i la turtmannita.
Segons la classificació de Nickel-Strunz, la mcgovernita pertany a «08.BE: Fosfats, etc. amb anions addicionals, sense H₂O, només amb cations de mida mitjana, (OH, etc.):RO₄ > 2:1» juntament amb els següents minerals: augelita, grattarolaïta, cornetita, clinoclasa, arhbarita, gilmarita, allactita, flinkita, raadeïta, argandita, clorofenicita, magnesioclorofenicita, gerdtremmelita, dixenita, hematolita, kraisslita, arakiïta, turtmannita, carlfrancisita, synadelfita, holdenita, kolicita, sabel·liïta, jarosewichita, theisita, coparsita i waterhouseïta.

## Formació i jaciments
Va ser descoberta a la mina Sterling, situada a la localitat d'Ogdensburg, al comtat de Sussex (Nova Jersey, Estats Units). Es tracta de l'únic indret de tot el planeta on ha estat descrita aquesta espècie mineral.